# 25. Klavierkonzert (Mozart)
Das 25. Klavierkonzert in C-Dur, KV 503, ist ein Klavierkonzert von Wolfgang Amadeus Mozart. Nach einer abweichenden Zählung, in der nur die reinen und vollständig von Mozart stammenden Konzerte berücksichtigt werden, handelt es sich um das 19. Klavierkonzert des Komponisten.

## Entstehung
Das 25. Klavierkonzert wurde im Dezember 1786 in Wien vollendet. Es gilt als letztes der großen in Wien entstandenen Klavierkonzerte Mozarts. Diese komponierte Mozart allesamt für eigene Konzertaufführungen. Die Komposition des Werkes fällt schon in die Zeit nach der Vollendung der Hochzeit des Figaro, eine Periode, in der Mozart ein höchstes Maß an Produktivität erreichte und innerhalb weniger Wochen einige große Kompositionen vollendete. Kurz nach der Fertigstellung des Klavierkonzertes brach Mozart zu einer Reise nach Prag auf, wo er dieses Konzert vermutlich auch spielte.

## Zur Musik

### 1. Satz: Allegro maestoso
Das eröffnende Allegro ist der längste Konzertsatz in Mozarts Schaffen. Die ausführliche Exposition beginnt mit einigen feierlichen Akkorden des ganzen Orchesters. Das Hauptthema entwickelt sich in der Folge auch über eine Wendung nach Moll. Eine Überleitung, in der sich Trompeten und Pauke feierlich äußern, führt zum zweiten Thema, das zunächst in Moll erscheint, sich dann jedoch nach Dur wendet – die Dur-Variante hat eine entfernte Verwandtschaft mit dem Kopfmotiv der später entstandenen Marseillaise. Die Soloexposition beginnt unscheinbar, mit einem unthematischen Entrée des Pianisten. Zudem ist der Zeitpunkt, zu dem sie beginnt, verglichen mit anderen Mozartschen Klavierkonzerten ungewöhnlich. Das Orchester schließt in einem kraftvollen forte-Akkord ab und das Klavier wird erwartet. Jedoch überraschen die Streichinstrumente mit einer kurzen Überleitung in piano. Es folgt die Einstimmung des Klaviers in das feierliche Hauptthema des Satzes, das anschließend erweitert wird. Modulationen über Es-Dur, g-Moll und G-Dur führen zum gesanglichen und friedlichen dritten Thema des Satzes, welches durch das Soloklavier eingeführt wird. Erst nach 228 Takten endet die ausgedehnte Exposition. Es schließt sich eine verhältnismäßig kurze Durchführung an, die das Marseillaise-Thema bevorzugt. Es kommt hier zu einer ausgefeilten polyphonen Verdichtung des Gedankens. Ein achttaktiger Orgelpunkt führt zur Reprise, die größtenteils regelgerecht verläuft. Jedoch nimmt die Modulation zum dritten Thema weitschweifende Wege über entlegene Tonarten wie es-Moll und Ces-Dur. Die großangelegte Solokadenz verarbeitet Motive aller Themen und wendet sie ebenfalls häufig nach Moll. Ein kurzes Schlussritornell beendet den Satz mit majestätischen Akkorden.

### 2. Satz: Andante
Das Andante stellt formal eine verkürzte Variante der Sonatensatzform dar. Die Orchesterexposition führt zwei getragene, seltsam unklar formulierte Themen vor. Das Soloklavier nimmt anschließend beide Themen auf und artikuliert sie mit schwärmerischer Geste. Anstelle einer Durchführung steht nur ein kurzes Zwischenspiel, das sich auf einem Orgelpunkt in nahezu heiterem Duktus entfaltet. Anschließend kommt es zu einem scheinbaren harmonischen Stillstand, der durch Instrumentierung und Dynamik sofort wieder belebt wird. Die sich anschließende Reprise ist nur eine verkürzte Form der Exposition. Die abschließende Coda ist der Exposition entnommen und beendet den einfach gebauten Satz mit einer Aufwärtsfigur des Klaviers.

### 3. Satz: Allegretto
Das Finalrondo beginnt mit einem verhalten-fröhlichen Refrainthema, das untypischerweise zunächst nur vom Orchester vorgestellt wird. Bemerkenswert ist die schnell einsetzende, tiefgehende Molleintrübung des Themas. Das Soloklavier meldet sich anschließend mit einem eigenen Entrée zu Wort, das mit einem Orgelpunkt zum ersten Couplet überleitet. Dieses stellt ein heiteres Gesangsthema dar, das vor allem von den Holzbläsern intoniert wird, wobei das Klavier eine begleitende Funktion hat. Ein weiterer Orgelpunkt führt zur Wiederholung des Refrains. Die Molleintrübung des Themas leitet zum zweiten Couplet über, das wie häufig bei Mozart zweiteilig ist. Der erste Teil in a-Moll besteht aus dramatischen Mollakkorden, die schnell verklingen und zum zweiten Teil in F-Dur überleiten. Hier entwickelt sich ein lyrischer und ergreifender Gesang zwischen Soloklavier und Streichern. Hier tritt das Cello in der Begleitung besonders hervor. Der erhabene Gesang changiert seltsam zwischen Dur und Moll. Erneut entsteht der Eindruck des Lächelns unter Tränen, der für einige tiefgehende Stellen in Mozarts Musik charakteristisch ist. Ein langer Orgelpunkt zur Überleitung endet mit der zweiten Wiederholung des Refrainthemas, nun ohne Mollvariante. Stattdessen schließt sich sofort die Wiederholung des ersten Couplets an. Erst im folgenden letzten Auftritt des Refrainthemas taucht die Moll-Variante wieder auf, nun in vom Klavier umspielter Weise. Eine längere Coda beendet das Konzert mit weitschweifenden Gesten und einigen triumphierenden Schlussakkorden.

## Stellenwert
Das 25. Klavierkonzert gehört, wie alle Werke dieser Gattung seit dem 20. Klavierkonzert, zu den sinfonischen Konzerten. Im Gegensatz zu den zuvor entstandenen Konzerten KV 482, KV 488 und KV 491 verzichtet Mozart hier wieder auf die Verwendung von Klarinetten. Dennoch weist das Konzert durch die Verwendung von Trompeten und Pauke eine große Besetzung auf, wie sie beispielsweise in den Konzerten KV 451 oder KV 466 zu finden ist. Das 25. Klavierkonzert ist das letzte der großen Wiener Konzerte, die spätestens mit dem 15. Klavierkonzert KV 450 begannen. Das Konzert gehört zu den größer angelegten Werken innerhalb dieser Gruppe und hat mit etwa 35 Minuten eine ähnlich lange Aufführungsdauer wie das 22. Klavierkonzert KV 482. Der Kopfsatz ist gar der längste Konzertsatz, den Mozart geschrieben hat.
Das Werk weist einige kompositionstechnische Besonderheiten und Neuerungen auf, die deutlich in die Zukunft und auf Beethoven weisen. Neben der Dimension des Werkes betrifft dies beispielsweise die detaillierte motivische Arbeit. Das Anfangsmotiv des zweiten Themas durchdringt den kompletten Satz, oftmals ohne direkt präsent zu sein. Des Weiteren weist das Konzert ungewöhnlich häufig die Verwendung langer Orgelpunkte auf. Diese geht über die bei Mozart übliche Verwendung des Orgelpunktes, zur Wiederkehr eines Hauptthemas, hinaus. Charakteristisch ist darüber hinaus der häufige Wechsel der Tonalitäten. Die Hauptthemen tauchen in der Regel sowohl in Dur als auch in Moll auf. Dies kann durchaus als künstlerische Weiterentwicklung Mozarts gelten, die in die Zukunft weist. Der künstlerisch und menschlich gereifte Mozart ist in der Lage, Dramatik und Schwermut in der Kunst zu thematisieren und eine tiefe emotionale Aussage zu tätigen, wie nicht zuletzt die Konzerte KV 466 und KV 491 zeigen.